# ジョージ・クルーズ
ジョージ・クルーズ（George Kruis、1990年2月22日 - ）は、イングランドの元ラグビーユニオン選手。

## プロフィール
- イングランド・ギルフォード出身。
- ポジションはロック(LO)。
- 身長 195 cm、体重 115 kg
- U20イングランド代表に選ばれたことがある[1]。
- イングランド代表通算キャップ数は46でラグビーワールドカップ2015・ラグビーワールドカップ2019のイングランド代表に選ばれた[2]。
- ブリティッシュ・アンド・アイリッシュ・ライオンズに選ばれたことがある[3]。

## 略歴
2009年、サラセンズに加入。
2020年、パナソニック ワイルドナイツ(現・埼玉パナソニックワイルドナイツ)に加入。
2021年2月20日にジャパンラグビートップリーグ第1節リコーブラックラムズ戦に先発出場で日本での公式戦初出場を果たす。
2022年、現役引退をした。

## 受賞歴

### ジャパンラグビーリーグワン
- 2022リーグワンベスト15